# Апостолски отци
„Апостолски отци“ са група раннохристиянски текстове от края на I и началото на II век. Понятието „отци“ се отнася не до първите апостоли, а до създадената от тях раннохристиянска идеология и организация, и са писани от техни последователи в проповядването на учението и в създаването на ранната Църква. 